# Список позначень у назвах військової техніки
Дана сторінка містить перелік скорочень та позначень, що часто зустрічаються в назвах військової техніки різних країн та потребують розкриття для розуміння їх значень.

## Міжнародні
- Mk, Mark — позначення, що використовується в США, Великій Британії та багатьох інших країнах. Наприклад, Mk 19, Mk II, Merkava Mark 4.
- Тип[en] — умовне позначення, що часто застосовується для позначення техніки Китаю, Японії, Тайваню тощо. Наприклад, Тип 59, Тип 10.
- Префікс судна — префікси, що використовуються перед назвами корабля для ідентифікації країни. Наприклад, USS та HMS.

| Позначення      | Розкриття позначення                              | Значення | Вид техніки | Приклади обладнання                     |
| --------------- | ------------------------------------------------- | --- | ----------- | --------------------------------------- |
| L, L/           | англ. length, нім. Kaliberlänge — довжина, довгий | часто літера L та число в назві чи ТТХ гармати позначають довжину ствола в калібрах.                                                           | артилерія   | Bofors L60, Rh 120 L/44, 15 cm SK L/35  |
| M, mod, mle, m/ | англ. model, фр. modèle                           | часто означає рік створення (або прийняття на озброєння) відповідної моделі техніки. Українською має відповідник «зразка [відповідного року]». |             | Bofors 15,2 cm m/42, 380 mm/45 Mod 1935 |

## Сполучене КоролівствотаСпівдружність
- Глосарій британських артилерійських термінів[en]
- Позначення артилерії Великої Британії
- Система типів флоту Великої Британії[en]
- Список позначень військової авіації Великої Британії[en]
- Список танків Великої Британії з індексом A[en] — історична система позначень, що використовувалась для танків приблизно з 1926 до 1945[2].
- Список бойових машин Великої Британії з індексом FV[en] — історична система позначень, що використовувалась для військової техніки приблизно з 1945 до кінця 90-х[3]. Станом на 2015 рік уже не підтримувалась Міністерством оборони Великої Британії[4].
- Список військового обладнання Великої Британії з індексом L[en] — система позначень Сухопутних військ Великої Британії, в якій обладнанню присвоюється літера L та номер (не унікальний[5])[6]. Деяке кероване озброєння має власну систему з літерами K, як то K130 Starstreak та K170A2 NLAW[7][8].

## СРСР та Росія
- Індекс ГБТУ — система позначень експериментальних зразків бронетехніки в СРСР та Росії. Техніці надається найменування «Об'єкт» та числовий номер.
- Індекс ГАУ — система позначень артилерії та обладнання в 1938—1956 рр. Мала індекси вигляду 52-П-546.
- Індекс ГРАУ — система позначень артилерії та обладнання в 1956 — дотепер (в РФ[b]). Має індекси вигляду 2С19.
- Позначення артилерії Росії та СРСР — історичні позначення артилерії в Російській імперії та СРСР до запровадження індексів ГРАУ.
- Список позначень військової авіації СРСР[en]

## США
- Система номенклатури Армії США — чинна система Армії США, відома за позначенням M.
- Система номенклатури Флоту США — чинна система Флоту США, відома за позначенням Mark (Mk).
- Система позначень авіаційного та допоміжного обладнання США — чинна система Повітряних сил США.
- Список позначень військової авіації США
  - Позначення морської авіації США (1922—1962)
  - Позначення авіації повітряних сил США (1924—1962)
  - Позначення авіації Армії США (1956—1962)
  - Позначення військової авіації та ракетного озброєння США — чинна система позначень для усіх видів військ.
- Список позначень ракетного озброєння США
- Позначення військової електроніки США — чинна система позначення електроніки ЗС США.
- Позначення ядерної зброї США
- Позначення військових кораблів США[en] — чинна система абревіатур на позначення військових кораблів.

## Німеччина
- Німецька артилерія зазвичай мала назви вигляду калібр (см) – абревіатура типу – рік випуску: 8,8 cm Pak 43. Танкові та протитанкові гармати часто містили в назві довжину ствола в калібрах: 8,8 cm KwK 36 L/56 або 7,5 cm Pak 40 (L/46)[9]. Для корабельної артилерії до 1920-го замість року вказувалась довжина ствола в калібрах через L/, а до 1940-го рік випуску через C/: 15 cm SK L/35, 20.3 cm SK C/34[10].
- Трофейна техніка ставилась на облік під німецькими назвами, для чого зазвичай присвоювався код країни в дужках: Pz Kpfw 35(t), Pak 154(b)[10].
- Німецькі абревіатури часто передаються в різних написаннях, з різним поданням пробілів та крапок: наприклад, PzKpfw або Pz. Kpfw. тощо. Це пов'язане з різноманітністю написань в самих німецьких документах — до ДСВ та на її початку зазвичай писали традиційним чином, з крапками та пробілами: le. F. H., Gr. W., а згодом почали ними нехтувати: leFH, GrW тощо. Втім, в деяких найменуваннях, як Pz Kpfw та Sd Kfz, пробіли залишались[9].

| Скорочення    | Розкриття скорочення                   | Буквальний переклад                         | Коментар | Приклади обладнання               |
| ------------- | -------------------------------------- | ------------------------------------------- | --- | --------------------------------- |
| C/            | Construktionsjahr                      | рік розробки                                | Літера, що ставилась з 1920 року перед роком розробки морських гармат.                                                  | SK C/28, SK C/34                  |
| (E), E        | Eisenbahn                              | залізниця                                   | позначка для залізничної артилерії                                                                                      | 8 cm K (E) Gustav                 |
| FH, FK        | Feldhaubitze, Feldkanone               | польова гаубиця, польова гармата відповідно | | FK 16 nA, leFH 18                 |
| Flak          | Flugabwehrkanone                       | протиповітряна гармата                      | | Flak 88, Flak 30/38/Flakvierling  |
| GebG, GebH    | Gebirgsgeschütz, Gebirgshaubitze       | гірська гармата, гірська гаубиця відповідно | | GebG 36, GebH 40                  |
| GrW           | Granatwerfer                           | міномет                                     | | GrW 34                            |
| IG            | Infanteriegeschütz                     | піхотна гармата                             | | leIG 18, sIG 33                   |
| K             | Kanone                                 | гармата                                     | | sK 18, 17 cm K 18                 |
| KstG          | Küstengeschütz                         | берегова гармата                            | |                                   |
| KwK           | Kampfwagenkanone                       | гармата бойової машини                      | танкова гармата | KwK 37, KwK 36                    |
| le…           | leichtes                               | легкий                                      | префікс, що приєднується до назви: leFH, leGrW                                                                          | leIG 18, leFH 18                  |
| L/            | Kaliberlänge                           | довжина ствола в калібрах                   | |                                   |
| m…            | mittlere                               | середн                                      | |                                   |
| M             | Marine                                 | морський                                    | позначка, що використовувалась для деякої морської артилерії                                                            | Flak M42                          |
| MK            | Maschinenkanone                        | автоматична гармата                         | | MK 101, MK 108                    |
| nA, n/A, n.A. | neuer Art                              | нова модель                                 | | Pz 38(t) nA                       |
| Pak           | Panzerabwehrkanone / Panzerjägerkanone | протитанкова гармата                        | На початку використовувався перший варіант, але 1941 року протитанкові гармати було перейменовано на Panzerjägerkanone. | Pak 36, Pak 40                    |
| Pz, Pz. Kpfw. | Panzer, Panzerkampfwagen               | броньована воєнна машина                    | танк | Pz Kpfw V Panther, Pz Kpfw 35 (t) |
| s…            | schweres                               | важкий                                      | префікс, що приєднується до назви: sK, sIG                                                                              | sIG 33, sPzB 41                   |
| SK            | Schnelladekanone / Schiffkanone        | швидкозарядна гармата / корабельна гармата  | індекс, що надавався більшості корабельних гармат у проміжку між 1920 та 1940 рр.                                       | 15 cm SK L/35, SK C/28, SK C/34   |
| V             | Vergeltungswaffe                       | зброя відплати                              | | V1, V2, V3                        |

### Список
- Глосарій німецьких військових термінів[en]
- Позначення військової авіації Німецької імперії[en]

#### Третій Райх
- Позначення військової авіації Третього Райху[en].
- Позначення трофейної техніки у Третьому Райху
- E-серія — серія проєктів бронетехніки кінця ДСВ.
- Jagdpanzer (або Panzerjäger) — позначення винищувачів танків.
- Kampfwagenkanone (KwK) — позначення танкових гармат.
- Panzerabwehrkanone / Panzerjägerkanone (Pak) — позначення протитанкових гармат.
- Sonderkraftfahrzeug — позначення спеціальних військових машин.
- Sturmgeschütz — позначення штурмових гармат.
- Suggestivnamen für neue Waffen — промовисті назви, дані Гітлером для техніки. Наприклад, Panther та Sturmvogel.
- «Зброя відплати» (V-зброя, Vergeltungswaffe) — проєкти озброєння великої дальності.
- Versuchskampffahrzeug (VK, Vskfz) — дослідні танки з індексами VK.

## Франція
| Скорочення | Розкриття скорочення                           | Буквальне значення                    | Вид техніки      | Приклади обладнання |
| ---------- | ---------------------------------------------- | ------------------------------------- | ---------------- | ------------------- |
| AMX        | Ateliers de construction d'Issy-les-Moulineaux | конструкторський цех в Іссі-ле-Муліно | військові машини | AMX-10RC, AMX-30    |

## Інші
- Позначення військової авіації Італії[en]
- Список позначень військової авіації Швеції
- Кодові імена японської авіації періоду Другої світової[en]
- Список позначень морської авіації Японії
- Список позначень армійської авіації Японії